# Dorfkirche Rodameuschel

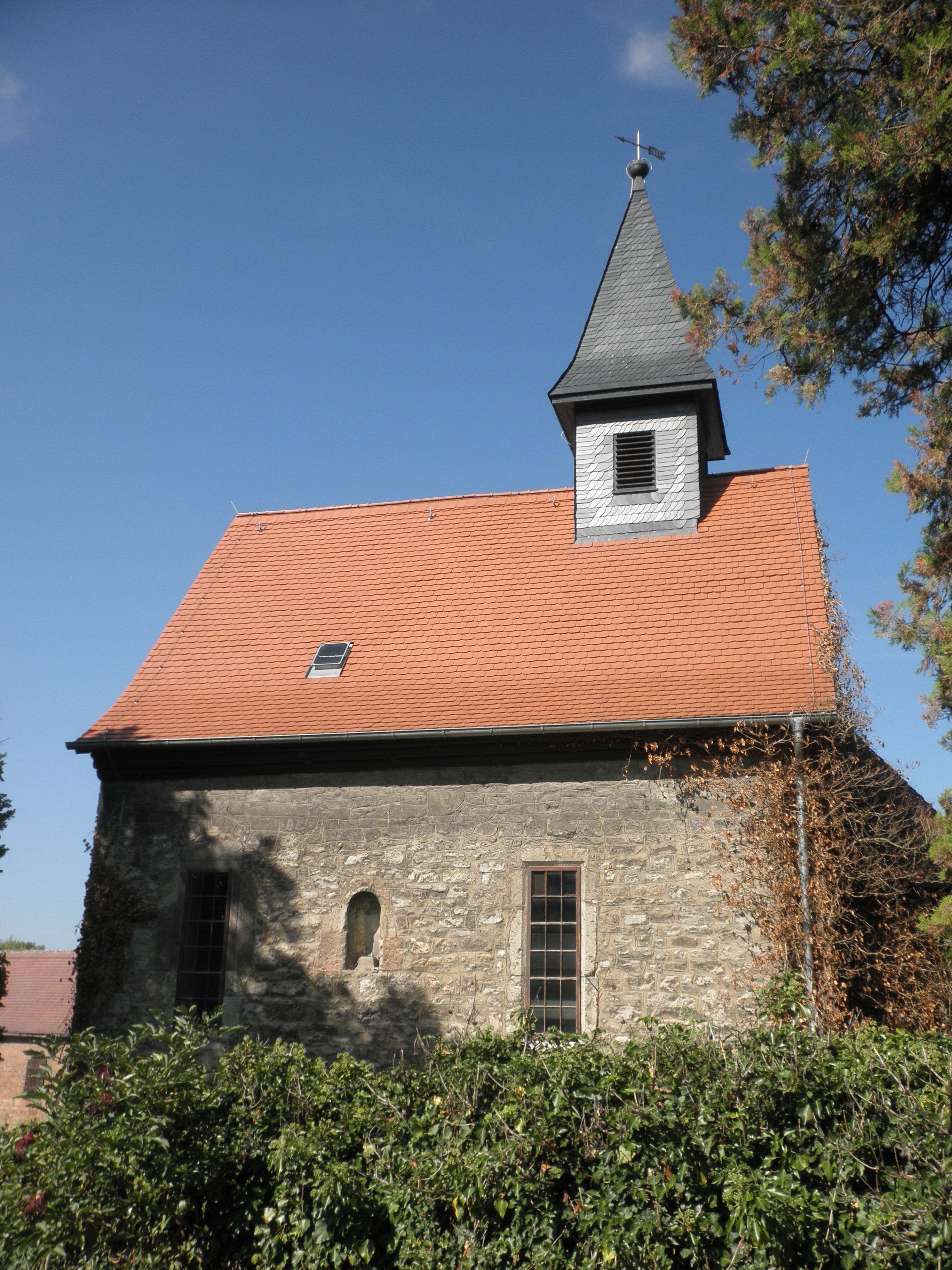
Die Kirche

Die Dorfkirche Rodameuschel steht im Ortsteil Rodameuschel der Gemeinde Frauenprießnitz im Saale-Holzland-Kreis in Thüringen. Sie gehört zum Pfarrbereich Dorndorf-Steudnitz im Kirchenkreis Eisenberg der Evangelischen Kirche in Mitteldeutschland.

## Lage
Die Landesstraße 1070 führt durch die Ortschaft und an dem Gotteshaus vorüber.

## Geschichte
1227 ließ Volkmar von Hain die romanische Kirche erbauen, die eine wechselhafte Geschichte hatte und gelegentlich vor dem Abriss stand. Renovierungen fanden etwa alle 100 Jahre statt. Die Orgel wurde 1821 von den Gebrüdern Poppe aus Roda erbaut. 1917 wurden die Prospektpfeifen aus Zinn entfernt. Die mehr als 500 Jahre alte Bronzeglocke wurde eingeschmolzen. Die Kirche verfiel immer mehr. Der Kirchturm wurde 1973 wegen Baufälligkeit abgerissen.
Zur 775-Jahr-Feier im August 2002 konnte in der restaurierten Kirche gefeiert werden. Ein Sturm deckte im gleichen Jahr das Betonziegeldach ab. Nun ist es mit Biberschwänzen gedeckt. Ein kleiner Turm ziert nun die Kirche. Seit 2003 läutet die Glocke wieder, sogar täglich.